# Pełnomocnik Rządu Federalnego ds. Kultury i Mediów
Pełnomocnik Rządu Federalnego ds. Kultury i Mediów (niem. Beauftragter der Bundesregierung für Kultur und Medien, BKM) – urząd działający przy rządzie federalnym Niemiec, odpowiedzialny za koordynację krajowej polityki kulturalnej i medialnej oraz za reprezentację Republiki Federalnej Niemiec w tych dziedzinach na arenie międzynarodowej. Funkcja ta sprawowana jest w randze ministra stanu w Urzędzie Kanclerza Federalnego.

## Organizacja i struktura
Pełnomocnik Rządu Federalnego ds. Kultury i Mediów urzęduje w Kancelarii Federalnej. W wykonywaniu obowiązków wspiera go około 470 pracowników zlokalizowanych w Berlinie i Bonn.
Struktura organizacyjna urzędu obejmuje pięć głównych wydziałów:
- K1 – Sprawy centralne, kultura i prawo: zajmuje się kwestiami budżetowymi, prawnymi, personalnymi oraz administracją wewnętrzną. W tym wydziale koordynowane są również działania w zakresie zrównoważonego rozwoju w kulturze i mediach.
- K2 – Wspieranie sztuki i kultury: odpowiedzialny za wsparcie artystyczne w podziale na dziedziny, takie jak muzyka, literatura czy sztuki sceniczne.
- K3 – Media, film i współpraca międzynarodowa: obejmuje politykę medialną i filmową oraz sprawy związane z międzynarodową i europejską współpracą kulturalną.
- K4 – Kultura pamięci: prowadzi działania w zakresie upamiętniania zbrodni reżimu nazistowskiego, analizowania spuścizny dyktatury SED, wspiera muzea i archiwa historyczne, a także zajmuje się tematyką kolonialną.
- K5 – Kultura i społeczeństwo; ochrona zabytków i dóbr kultury: odpowiada za kwestie dotyczące polityki kulturalnej, edukacji kulturalnej, różnorodności, partycypacji, ochrony zabytków oraz kultury budowlanej.

## Zakres działalności
Choć zgodnie z niemiecką konstytucją za kulturę odpowiadają przede wszystkim kraje związkowe i samorządy, rząd federalny – poprzez BKM – wspiera projekty i instytucje o ogólnokrajowym znaczeniu. W budżecie urzędu przeznaczono na ten cel około 2,3 miliarda euro.
Do kluczowych zadań należą:
- Wspieranie kultury i sztuki – promocja projektów artystycznych oraz ochrona dziedzictwa kulturowego o znaczeniu narodowym,
- Ochrona zabytków i dóbr kultury – zaangażowanie w konserwację i udostępnianie dziedzictwa przyszłym pokoleniom,
- Polityka medialna – działania w zakresie wolności prasy, pluralizmu mediów, a także wsparcie dla branży filmowej i Deutsche Welle,
- Pamięć historyczna – upamiętnianie zbrodni narodowego socjalizmu, Holokaustu, dyktatury SED oraz kolonializmu,
- Międzynarodowa współpraca kulturalna – reprezentowanie Niemiec w instytucjach UE oraz wspieranie kulturalnej wymiany transgranicznej.

## Polityka pamięci
Urząd odgrywa ważną rolę w kształtowaniu kultury pamięci. Wspiera upamiętnianie zbrodni narodowosocjalistycznych i Holokaustu, wspomaga działania mające na celu rozliczenie się z dyktaturą SED w NRD oraz uwzględnia pamięć o kolonializmie. BKM promuje otwartą, dynamiczną pamięć historyczną, która odzwierciedla różnorodność współczesnego społeczeństwa niemieckiego, również z uwzględnieniem doświadczeń migrantów.

## Międzynarodowa współpraca
Pełnomocnik reprezentuje Niemcy na forum międzynarodowym, m.in. w Radzie Ministrów UE ds. Kultury i Mediów. Bierze udział w opracowywaniu europejskich regulacji, pracach budżetowych oraz inicjatywach kulturalnych. Urząd wspiera także wymianę kulturalną z krajami spoza Unii Europejskiej poprzez finansowanie instytucji, stypendiów oraz nagród wspierających międzynarodowy dialog kulturalny.

## Lista pełnomocników
| Lp. | Zdjęcie     | Imię i nazwisko (partia polityczna)         | Objęcie urzędu | Złożenie urzędu            | Długość urzędowania | Rząd                             |
| --- | ----------- | ------------------------------------------- | -------------- | -------------------------- | ------------------- | -------------------------------- |
| 1.  |             | Michael Naumann (SPD) (ur. 1941)            | 2 II 1999      | 31 XII 2000                | 698 dni             | Pierwszy rząd Gerharda Schrödera |
| 2.  |             | Julian Nida-Rümelin (SPD) (ur. 1954)        | 10 I 2001      | 22 X 2002                  | 650 dni             | Pierwszy rząd Gerharda Schrödera |
| 3.  |             | Christina Weiss (ur. 1953)                  | 22 X 2002      | 22 XI 2005                 | 1127 dni            | Drugi rząd Gerharda Schrödera    |
| 4.  |             | Bernd Neumann (CDU) (ur. 1942)              | 22 XI 2005     | 28 X 2009                  | 2947 dni            | Pierwszy rząd Angeli Merkel      |
| 4.  | 28 X 2009   | Bernd Neumann (CDU) (ur. 1942)              | 17 XII 2013    | Drugi rząd Angeli Merkel   | 2947 dni            |                                  |
| 5.  |             | Monika Grütters (CDU) (ur. 1962)            | 17 XII 2013    | 14 III 2018                | 2913 dni            | Trzeci rząd Angeli Merkel        |
| 5.  | 14 III 2018 | Monika Grütters (CDU) (ur. 1962)            | 8 XII 2021     | Czwarty rząd Angeli Merkel | 2913 dni            |                                  |
| 6.  |             | Claudia Roth (Sojusz 90/Zieloni) (ur. 1955) | 8 XII 2021     | 6 V 2025                   | 1245 dni            | Rząd Olafa Scholza               |
| 7.  |             | Wolfram Weimer (ur. 1964)                   | 6 V 2025       | nadal                      | 99 dni              | Rząd Friedricha Merza            |